# Кариба (місто)
Кариба — місто в північному Зімбабве в провінції Західний Машоналенд на південному березі річки Замбезі, поблизу від греблі Кариба біля північно-східного краю озера Кариба. Населення 12 357 (1982).
Місто було засноване в 1957 році як поселення будівельників, що працювали на будівництві греблі. Його назва приблизно означає «спіймана вода». Зараз Кариба є центром туристської індустрії всього зімбабвійського берега озера Кариба; тут є численні готелі, казино і ресторани, які відвідують туристи. Озерне рибальство також має велике значення для економіки міста.
Місто поділяється на дві частини: Магомбекомбе, район бідноти на березі озера, і респектабельніший район з кращим кліматом на пагорбах на віддаленні від озера. Тут розташований монумент в пам’ять про Операцію «Ной» — заходи по врятуванню диких тварин з території, котра мала бути затоплена водосховищем. В місті також працює крокодилова ферма і міжнародний аеропорт.